# 0 (Low Roar)
| Recensione     | Giudizio |
| -------------- | -------- |
| Iceland Review |          |
| Sputnikmusic   |          |

0 è il secondo album in studio del gruppo musicale islandese Low Roar, pubblicato l'8 luglio 2014 dalla Tonequake Records.

## Descrizione
A differenza dell'album precedente, realizzato in gran parte con strumentazione di fortuna nella cucina del leader Ryan Karazija, il disco è il risultato di una produzione più organica che si avvale della collaborazione di diversi musicisti ospiti. A livello di sonorità, invece, gli arrangiamenti sono molto più stratificati per via dell'inserimento di parti orchestrali (realizzate dal quartetto d'archi Amiina) e l'impiego più incisivo di sintetizzatore e campionatore,  paragonabili ai lavori di Radiohead e Sigur Rós.
Come spiegato da Karazija, l'album non presenta un titolo, il simbolo 0 è in realtà stato imposto dai servizi di streaming musicale per questioni di categorizzazione.

## Promozione
Per la promozione del disco il gruppo ha pubblicato l'album dal vivo Live at Gamla Bíó, registrato in un teatro d'opera di Reykjavík poco prima di imbarcarsi in una tournée statunitense come gruppo di supporto per Ásgeir Trausti.

## In altri media
I brani I'll Keep Coming e Easy Way Out sono stati utilizzati in alcuni video promozionali del videogioco di Hideo Kojima Death Stranding; questi ultimi hanno poi preso parte alla colonna sonora del gioco insieme a Anything You Need e I'm Leaving.

## Tracce
Testi e musiche di Ryan Karazija.
1. Breathe In – 7:34
2. Easy Way Out – 4:48
3. Nobody Loves Me Like You – 5:55
4. I'll Keep Coming – 5:52
5. Half Asleep – 7:15
6. Please Don't Stop (Chapter 1) – 4:40
7. I'm Leaving – 5:34
8. In the Morning – 1:24
9. Phantoms – 6:03
10. Anything You Need – 3:13
11. Dreamer – 5:09
12. Vampire on My Fridge – 6:30
13. Please Don't Stop (Chapter 2) – 4:02

## Formazione
Hanno partecipato alle registrazioni, secondo le note di copertina:
Gruppo
- Ryan Karazija – voce, strumentazione
- Leifur Björnsson – sintetizzatore
- Logi Guðmundsson – batteria

Altri musicisti
- Amiina – strumenti ad arco (tracce 1, 9, 12-13)
  - María Huld Markan Sigfúsdóttir – violino, strumenti ad arco (tracce 4 e 7)
  - Edda Rún Ólafsdóttir – violino
  - Ólöf Júlía Kjartansdóttir – viola
  - Sólrún Sumarliðadóttir – violoncello
- Sigurlaug Gísladóttir – voce (tracce 4, 6 e 13)
- Kira Kira – voce e programmazione (traccia 10)
- Mike Lindsay – voce (traccia 5)
- Andrew Scheps – basso, tastiera, theremin e sintetizzatore modulare (tracce 3, 5-7, 10-11 e 13)

Produzione
- Low Roar – produzione, registrazione
- Mike Lindsay – produzione, registrazione
- Andrew Scheps – produzione, registrazione, missaggio
- Anna Fríða Giudice – illustrazione copertina
- Valeria Morando – illustrazione copertina